# Cerchezu
Cerchezu là một xã ở hạt Constanţa, România.
Xã này có 2 làng:
- Cerchezu (tên lịch sử: Cerchezchioi, tiếng Thổ Nhĩ Kỳ: Çerkezköy) - được đặt tên theo dân tộc thiểu số Circassia sống ở vùng này
- Căscioarele (tên lịch sử: Mamuşlia, tiếng Thổ Nhĩ Kỳ: Mamuşlu)
- Măgura (tên lịch sử: Docuzaci, tiếng Thổ Nhĩ Kỳ: Dokuzağaç)
- Viroaga (tên lịch sử: Calfachioi, tiếng Thổ Nhĩ Kỳ: Kalfaköy)